# 偏正短語
偏正短語是短語的結構分類之一，它由兩個成分 組成分別是中心詞和修飾語的關係（修飾關係）組成的。偏正短語又可以分為定中短語和狀中短語兩類。

## 修飾關係
偏正短語由一個「偏」的修飾成分和一個「正」的受修飾成分組成，其中受修飾成分稱為中心語。中心語前面的修飾成分，對中心語作出描寫或限定。偏正短語的功能相當於後面的中心語，而不是前面的修飾成分，因此前面成分屬「偏」，後面成分屬「正」。例如「遙遠的東方」指的是「東方」而不是「遙遠」，「遙遠」只是用來形容「東方」的距離；「快樂地跳」是一個動作（跳），而不是一種情態（快樂）；「很好」是「好」的意思，其程度由「很」表達出來。

## 定中短語和狀中短語
偏正短語可以是主語、賓語或謂語，對應地，其中心語稱為主語中心、賓語中心和謂語中心。如果中心語是主語中心或賓語中心的話，前面的修飾成分就稱為定語，而整個偏正短語叫做定中短語。如果中心語是謂語中心的話，前面的修飾成分就稱為狀語，而整個偏正短語叫做狀中短語。
主語和賓語的功能是指稱某個對象，而謂語的功能則是陳述某件事情。因此，進一步來說，如果一個偏正短語是體詞性的話就屬於定中短語，如果是謂詞性的話就屬於狀中短語。
例如「快樂地笑的時候」中，「快樂地笑」不是主語、賓語或謂語，而是一個修飾語（定語），因此無從判斷它是主語中心、賓語中心或謂語中心。然而，「笑」一詞是動詞，屬謂詞性詞語。故此把「快樂」算為「笑」的狀語而不是定語。同樣地，此詞組是一個獨立的詞組，故無從判斷「時候」是（主／賓／謂）語中心，但因為「時候」屬體詞性，因此「快樂地笑」這個修飾語是一個定語。

## 定中短語
定中短語由定語和中心語（主語中心或賓語中心）組成。定語主要從數量、領屬、範圍等方面對中心語作出限定，這類定語稱為限制性定語；定語又可以從特徵、質料方面對中心語進行描寫，這類定語稱為描述性定語。由於表示這些語法意義的詞語涵蓋了各類實詞，因此充當定語的成分就不只限於形容詞性或名詞性詞語或代詞等，這跟英語定語的構成有很大不同。
定中短語的例子：
| 例子                 | 定語的語法意義 | 定語的構成     |
| -------------------- | -------------- | -------------- |
| 這裡有五本書。       | 數量           | 量詞短語作定語 |
| 街上的情況非常混亂。 | 方位           | 方位短語作定語 |
| 我是你常掛念的人？   | 範圍           | 主謂短語作定語 |
| 你父母在哪裡？       | 領屬           | 代詞作定語     |
| 中國的首都是北京。   | 領屬           | 名詞作定語     |
| 木地板比較便宜。     | 質料           | 名詞作定語     |
| 昨天是二月十四日。   | 領屬           | 名詞作定語     |
| 這是一條硬道理。     | 性質           | 形容詞作定語   |

### 定語和結構助詞「的」
有一些定語必要由結構助詞「的」標誌出來，有一些卻不需要或不可以使用「的」字。「的」的使用規則跟定語及中心語的詞類、音節、語義有關。
例如，中心語若是謂詞性詞語，那麼定語和中心語往往有能力構成主謂短語，在這情況之下，定語之後一定要加上「的」。例子：「春天的到來使生命重燃」（定中短語作主語），如果不使用「的」字，句子的結構就會改變：「春天到來使生命重燃」（主謂短語套用連謂短語）（爭議：這句連動的拆法很大可能是錯的！「到來使生命重燃」並不是個有意思的短語，更枉論是連動！應該也是「春天到來」、「使生命重燃」，第一層主謂[主謂短語作主語用]，第二層主謂+動賓，第三層主謂[即兼語]）。

### 中心語的省略
定中短語的功能是指稱某個對象。如果那個對象在語境中是明顯的話，那麼中心語就可以省略，但原本的定語後一定有「的」字，而整個用來指稱該對象的詞組就從定中短語變為「的」字短語。例如：
「我的錢比你的錢多。」「我的錢比你的多。」

## 狀中短語
狀中短語由狀語和謂語中心組成。跟英語不同，漢語中大多數實詞、副詞及各類短語都可以充當狀語，只要與中心語語義貫通就可以。
| 例子                         | 狀語的語法意義 | 狀語的構成     |
| ---------------------------- | -------------- | -------------- |
| 這是日本第一次接觸西方文化。 | 數量           | 量詞短語作狀語 |
| 街上的情況非常混亂。         | 程度           | 副詞作狀語     |
| 我們都有同一個願望。         | 範圍           | 副詞作狀語     |
| 我不同意。                   | 否定           | 副詞作狀語     |
| 這個舞會冷清清地結束了。     | 狀態           | 形容詞作狀語   |
| 你們可以過來嗎？             | 意願           | 能願動詞作狀語 |
| 他令人信服地說明清楚了。     | 狀態           | 兼語短語作狀語 |

### 狀語和結構助詞「地」
有一些狀語必要由結構助詞「地」標誌出來，有一些卻不需要或不可以使用「地」字。「地」的使用規則跟狀語及中心語的詞類、音節、語義有關。

### 句首狀語
狀語除了緊接在謂語中心之前，也可以前移至句首位置。例如：
- 忽然，她聽到後面的人說話的聲音消失了。
- 很不幸地，他們全被俘擄了。

狀語的前移至句首，都有一定的目的或條件：
1. 能前移至句首狀語，多是表示時間、處所、情態、條件、對象或語氣。
2. 使用句首狀語，通常是為了強調狀語、連接上下文、或因為狀語的結構複雜。

## 偏正短語的功能
偏正短語在功能上是與其中心語相同的，所以能充當各類句子成分。（從另一個角度來看，各種句子成分都可以在其內部中呈現出修飾關係。）
偏正短語可以充當主語、賓語或謂語：
- 一個人不能事奉兩個主。（定中短語作主語）
- 那個人已經死了。（狀中短語作謂語）
- 我是他們的母親。（定中短語作賓語）
- 我若能夠快樂地生活（狀中短語作賓語）

在一些複雜的修飾語中，偏正短語可以充當中心語：
- 我從來沒有把你放在心上。（中心語是狀中短語）
- 一幢又新又大的洋樓（中心語是定中短語）

此外，偏正短語也可以充當修飾語（定語或狀語）：
- 兩顆珍貴的明珠的故事（定中短語作定語）
- 請給他最熱烈的掌聲。（狀中短語作定語）
- 這個計劃只能小規模地進行。（狀中短語作狀語）

偏正短語作修飾語時，要使用助詞「的」或「地」。
偏正短語可以作為補語，但必須使用助詞「得」：
- 看誰做得最好？
- 你來得這麼快！

有助詞「得」的補語，有狀態補語和可能補語兩類，但是後者有一個以「不」代替「得」的否定形式，例如「說得清／說不清」。偏正短語作補語，全部屬於狀態補語。（沒有「*看誰做不最好」「*你來不這麼快」這樣的否定式。）